# Fitchiella albifrons
Fitchiella albifrons är en insektsart som beskrevs av Lawson 1933. Fitchiella albifrons ingår i släktet Fitchiella och familjen Caliscelidae. Inga underarter finns listade i Catalogue of Life.